# (18242) Peebles
(18242) Peebles est un astéroïde de la ceinture principale.

## Description
(18242) Peebles est un astéroïde de la ceinture principale. Il fut découvert le 29 septembre 1973 à l'Observatoire du Mont Palomar par Cornelis Johannes van Houten, Ingrid van Houten-Groeneveld et Tom Gehrels. Il présente une orbite caractérisée par un demi-grand axe de 2,35 UA, une excentricité de 0,15 et une inclinaison de 2,5° par rapport à l'écliptique.
Il a été nommé en l'honneur du cosmologiste James Peebles.

## Compléments